# Gottfried Reiche
Gottfried Reiche (Weißenfels, 5 febbraio 1667 – 6 ottobre 1734) è stato un trombettista e compositore tedesco dell'età barocca.
La sua fama si deve al fatto che fu il trombettista di Johann Sebastian Bach a Lipsia, dalla data di arrivo di Bach stesso (1723) nella città, sino alla morte di Reiche avvenuta nel 1734, per cui egli viene anche definito "il trombettista di Bach".

## Biografia

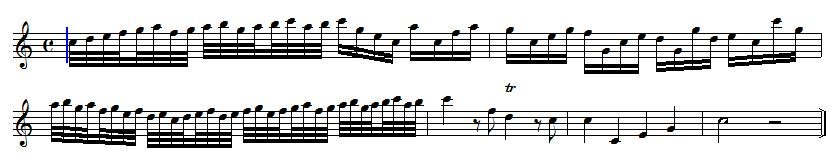
Trascrizione delle note dipinte sullo spartito tenuto in mano da Reiche

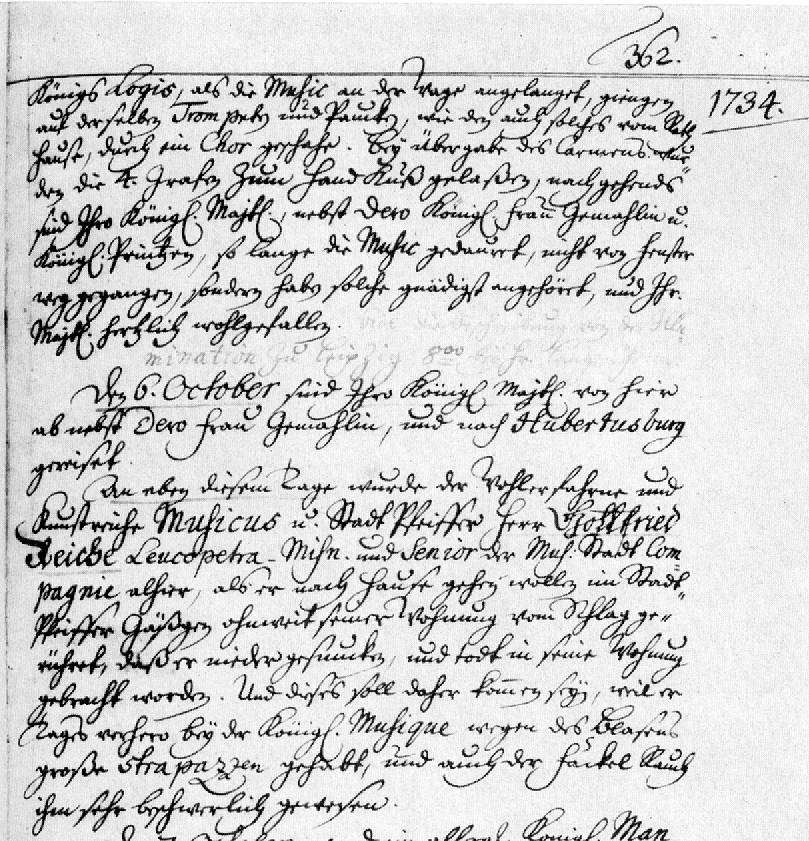
Resoconto della morte di Reiche, 1734

Reiche fu introdotto all'arte della tromba fin dall'infanzia: la sua città natale, Weißenfels, aveva infatti una lunga tradizione di questo strumento, in quanto sede nobiliare già dal XIII secolo.
Reiche si trasferì a Lipsia nel 1688; nel 1694 ottenne dalla municipalità della città sassone un aumento di stipendio purché non si trasferisse in altre città, nel 1700 divenne Kunstgeiger,  nel 1706 Stadtpfeifer e nel 1719 Primo Stadtpfeifer.
Lo Stadtpfeifer (musicista comunale) era un pubblico ufficiale con mansioni di maestro delle cerimonie: era quindi tenuto a suonare in tutte le cerimonie ufficiali e alle feste civili e religiose e doveva essere quindi un eccellente musicista e strumentista, in grado dunque di comporre e capace di suonare sia gli strumenti a fiato (tromba, trombone, cornetto, piffero, corno, ecc.) che gli strumenti ad arco (violino).
Il suo strumento di elezione rimase comunque la tromba, e Reiche fu un trombettista di grandissima levatura ed abilità: tale conclusione appare inevitabile se si analizzano le pagine scritte per lui da Bach stesso.
Queste parti per tromba sono infatti tra le più ricche, le più creative, le più difficili mai scritte nel Barocco, chiaramente concepite per un artista di grande talento e virtuosismo.
Non era infrequente infatti all'epoca che un grande compositore adattasse la sua scrittura musicale all'abilità degli strumentisti che aveva a disposizione nel luogo in cui svolgeva la sua attività.
Bach in particolare, quando arrivò a Lipsia, trovò una consolidata tradizione di Stadtpfeifer, da Johann Christoph Pezel (1639-1694) che fu autore di molti brani per tromba di elevata difficoltà, a Reiche stesso, sino al successore di Reiche, Ulrich Heinrich Ruhe, che suonò per Bach per altri 16 anni dopo la morte di Reiche.
La consolidata capacità di questi strumentisti sicuramente è all'origine dell'uso tanto esteso della tromba nelle opere bachiane.
Reiche morì all'età di 67 anni colpito da un infarto, di notte, mentre stava camminando in strada. Un resoconto dell'epoca attribuisce l'infarto al grande impegno fisico che gli era richiesto in qualità di trombettista di Bach, in particolare al fatto che il giorno prima egli avesse suonato a lungo, e in un ambiente invaso dal fumo delle torce ad olio.
In un secondo tempo le cause della morte di Reiche furono avvolte in una specie di mistero da parte degli altri trombettisti di corte, e si arrivò a dire che egli morì mentre suonava.
Tale leggenda prende lo spunto sicuramente dal fatto che Reiche in quel momento stava lavorando su un brano di elevata difficoltà, la cantata BWV 215 che poi fu reimpiegata da Bach nella Messa in si minore.
Leggende a parte, la grande considerazione di cui Reiche gode ancora oggi è provata dal fatto che, nella città di Lipsia, il ritratto di Bach e il ritratto di Reiche sono affiancati nella stessa sala del Museo cittadino.

## Il quadro di E. G. Haussmann
Reiche è il soggetto del celebre quadro qui evidenziato, dipinto dall'artista di Lipsia Elias Gottlob Haussmann in occasione del 60º compleanno di Reiche, intorno al 1727.
Nel dipinto, Reiche tiene nella mano destra una tromba naturale in forma arrotolata, detta anche a spirale (ingl. coiled trumpet, ted. jagertrompete), che a prima vista potrebbe essere scambiata per un corno, mentre nella mano sinistra tiene un foglio di musica manoscritto sul quale è dipinta una breve fanfara (o abblasen).
Si dibatte ancora oggi se tale fanfara sia opera di Reiche, che di queste fanfare ne aveva scritte a centinaia (oggi andate tutte perdute), o dello stesso Bach, una sorta di regalo di compleanno del grande compositore al suo virtuoso solista.
La finezza e il virtuosismo di questo brano, nonché il motivo sviluppato principalmente da semicrome e biscrome, raramente utilizzate nelle fanfare, fanno propendere per la seconda ipotesi, quindi che sia opera dello stesso Bach.
Le note musicali sono dipinte così accuratamente che è possibile trascriverle, e così la fanfara di Reiche viene ancora oggi eseguita in pubblico ed incisa su CD da molti trombettisti.
Questa fanfara, per esempio, ha costituito per molti anni la sigla di apertura di un famoso show della televisione americana, il CBS Sunday Morning.